# ماهواره ناهید ۲
ماهواره ناهید ۲ میکروماهواره‌ای مخابراتی است که برای انجام ماموریت‌های مخابراتی در مدار مدار پایینی زمین و توسعهٔ تکنولوژی زیر سیستم‌های حساس ماهواره‌های مخابراتی مدار زمین‌آهنگ طراحی شده است.

## مشخصات فنی
ماهواره ناهید ۲ با جرم ۱۱۰ کیلوگرم توسط پرتابگر سیمرغ در مدار ۵۰۰ کیلومتری با شیب ۵۶ درجه تزریق خواهد شد.

## پرتاب
بنا به تأیید وزارت ارتباطات و فناوری اطلاعات کشور، پرتاب ماهواره ناهید ۲ در روز جمعه، ۳ مرداد ۱۴۰۴ (۲۵ ژوئیه ۲۰۲۵) با موفقیت انجام شد. عملیات پرتاب با استفاده از پرتابگر روسی سایوز-۲٫۱b از پایگاه فضایی وستوچنی در سیبری روسیه صورت گرفت. این پرتاب بخشی از یک مأموریت «اشتراک پرتاب» بود که در آن، محموله‌های اصلی دو ماهوارهٔ روسی به‌نام «یونسفر-ام» بودند و ناهید ۲ به همراه ۱۷ ماهواره کوچک دیگر به عنوان محموله‌های ثانویه پرتاب شدند.

## اهداف اولیه راهبردی
- انتقال مداری با استفاده از پیشرانش شیمیایی برای نخستین بار در کشور
- اعمال گشتاور وضعیت با استفاده از پیشرانش گاز گرم برای نخستین بار در کشور
- دستیابی به عمر عملیاتی ۲ سال در فضا و آزمون زیرسامانه‌های پلتفرم ماهواره برای عملکرد صحیح
- موقعیت‌یابی رادیویی مستقل از GPS با قابلیت استخراج TLE‏
- ردگیری و کنترل موقعیت‌یابی یک مأموریت فضایی دارای مانور
- ارتقای دقت نشانه‌روی به ۱ تا ۳ درجه

## اهداف ثانویه راهبردی
- ارتباط مخابراتی ذخیره و ارسال با قابلیت پشتیبانی از ۲۵۴ کاربر با پروتکل پیچیده و نوین
- آزمون ارتباط هم‌زمان تلفنی توسط ماهواره در لینک KU‏
- اندازه‌گیری تشعشعات (دریمتری)
- برقراری ارتباط ایمن میان دستگاه‌های ردیابی و مرکز کنترل مأموریت